# Petaquias de Ratisbona
Petaquias de Ratisbona ou Petaquiah ben Jacó foi um rabino medieval boêmio que nasceu em Ratisbona, Baviera no fim do século XII. Mudou-se para Praga e tornou-se um viajante conhecido, documentando a vida na Europa oriental e no Cáucaso. As circunstâncias de sua morte não são conhecidas.